# Henrik Frederik Korn
Henrik Frederik Korn (født 10. april 1844 i København, død 25. marts 1895 i København), var politiinspektør og chef sædelighedspolitiet i København. 
H. F. Korn blev i 1886 ansat som chef for det københavnske sædelighedspoliti en organisation. Den 25. marts 1895 skød han sig på politikammeret under domhuset på Nytorv. Det var kulminationen på en korruptionsskandale inden for korpset hvor der under flere år med ham som leder pågik magtmisbrug, korruption, alfonsvirksomhed og pengeafpresning.